# Allra heligaste
Det allra heligaste, även allraheligaste, var det innersta rummet i judendomens tempel i Jerusalem. Innan dess var det benämningen på motsvarande rum i det tabernakel som man använde under ökenvandringen. Det allra heligaste var en motsvarighet till liknande tempelrum i andra religioner i Främre orienten, där man ofta placerade gudabilden. Numera används uttrycket oftast i överförd bemärkelse om någonting exklusivt eller särskilt känsligt som inte alla har tillgång till.
I Jerusalems tempel var det allra heligaste utformat som en kub med tio alnar (ca fem meter) långa sidor, och den skildes från den stora salen i templet genom ett förhänge. Där inne förvarades, i förbundsarken, de två lagtavlorna, Arons stav och en skål med manna, och över dessa bredde två keruber i hamrat guld ut sina vingar. Endast översteprästen hade tillträde till det allra heligaste och det endast en gång om året. Det avskiljande förhänget var av mycket tjockt tyg (i äldre bibelöversättningar kallat förlåten), vilket enligt kristen tro brast i två delar när Jesus dog.

## Källhänvisningar
1. 1 2 3 4  "allraheligaste".  NE.se. Läst 21 augusti 2014.